# Nicolas Sandberg
Nicolas Sandberg, född 24 december 1991, är en svensk fotbollsspelare som spelar för Kungsbacka City.

## Klubbkarriär
Sandbergs moderklubb är Örgryte IS, där han som sexåring började i fotbollsskola. Han debuterade för klubben i Allsvenskan den 18 maj 2009 i en 0–1-hemmaförlust mot BK Häcken. Klubben blev nerflyttade ur Allsvenskan den säsongen och hans första match i Superettan kom den 12 april 2010 i en 1–1-match mot Väsby United. Hans första mål för klubben gjordes den 3 oktober 2010 i en 1–3-bortavinst mot Assyriska FF.
I december 2011 skrev Sandberg på ett treårskontrakt med danska FC Vestsjælland. Han debuterade för klubben den 1 april 2012 i en 3–1-bortaförlust mot Esbjerg fB. I augusti 2013 lånades han ut till Vendsyssel FF för resten av säsongen.
I juni 2014 återvände Sandberg till sin moderklubb, Örgryte IS. I mars 2015 skrev han på för Qviding FIF. I januari 2016 skrev Sandberg på ett ettårskontrakt med Utsiktens BK.
I december 2016 skrev Sandberg på för division 2-klubben Lindome GIF. I juni 2020 blev han klar för division 5-klubben Kungsbacka City. Han gjorde tre mål på åtta matcher under säsongen 2020.

## Landslagskarriär
Sandberg har spelat en landskamp för Sveriges U19-landslag.